# 提坦
泰坦（/tiːtaː́n/；通俗文化中经常使用源于英語音譯的“泰坦”或「提坦」/taɪtən/）希腊神话中一组神的统称。按照经典的神话系统，泰坦在被奥林帕斯神系取代之前曾经统治世界。

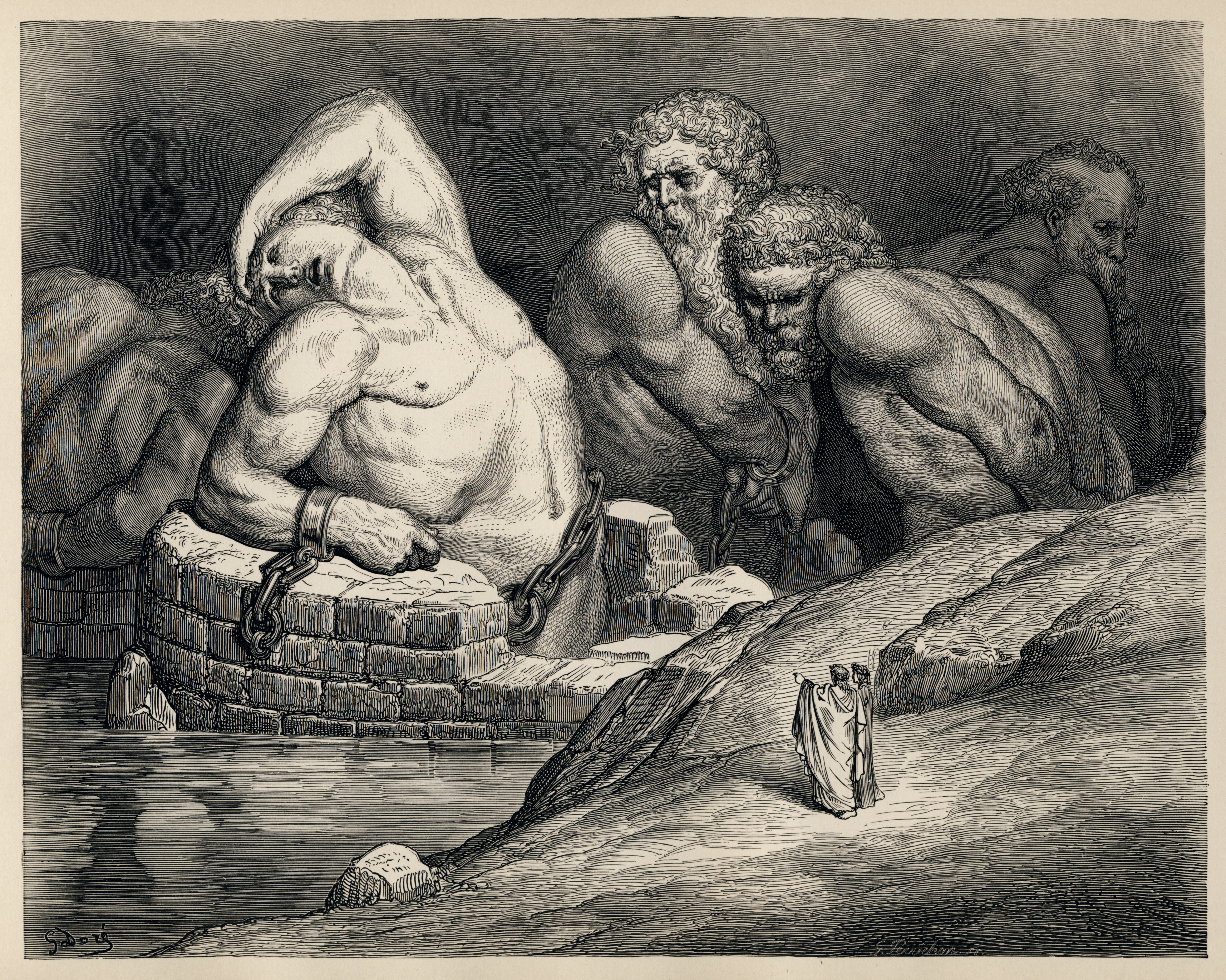
古斯塔夫·多雷所绘作品，描绘了因挑战众神而陷落地狱的泰坦。

## 谱系
泰坦是在原始神之后出现的古老神族。第一代提坦均由天神乌拉诺斯和地神蓋亞所生，共有六男六女。（Tιτάνις）。
按照赫西俄德的《神谱》，12位泰坦神是：
男泰坦（荷馬時期的希臘語為）
| 中文译名   | 希腊语原名 | 拉丁化名字 | 主司                                       |
| ---------- | ---------- | ---------- | ------------------------------------------ |
| 歐開諾斯   |            | Oceanus    | 大洋河的河神，一切河流之父                 |
| 許珀里翁   |            | Hyperion   | 東方與光明之神，第一代的太陽神。           |
| 克利奧斯   |            | Crius      | 南方與星辰之神                             |
| 科俄斯     |            | Coeus      | 北方與黑暗之神                             |
| 伊阿珀托斯 |            | Iapetus    | 西方與言論之神                             |
| 克罗诺斯   |            | Cronus     | 神王，后来因与柯罗诺斯相混而被认为主司时间 |

女泰坦
| 中文译名   | 希腊语原名 | 拉丁化名字 | 主司                                               |
| ---------- | ---------- | ---------- | -------------------------------------------------- |
| 忒亞       |            | Theia      | 无明确主司，太阳神、月亮女神、黎明女神之母         |
| 谟涅摩叙涅 |            | Mnemosyne  | 記憶，被认为是缪斯（艺术家的创作灵感）之母         |
| 福柏       |            | Phoebe     | 第一個月亮女神                                     |
| 瑞亚       |            | Rhea       | 天后，后来因与库柏勒相混而被认为是大神母           |
| 泰美斯     |            | Themis     | 土地，后来因与奥林波斯神结合而被认为主司法律与正义 |
| 特堤斯     |            | Tethys     | 所有海神的祖母，滄海女神。                         |

有些神表把蓋亞与蓬托斯之女欧律比亚算成泰坦之一。
第二代泰坦是由第一代泰坦之间互相婚配或与其他神婚配所生。然而并非所有由泰坦所生的神均被列为泰坦，如克罗诺斯的后代被称为奥林帕斯神。通常被认为属于提坦的第二代神有赫利俄斯、塞勒涅、勒托、厄俄斯、阿斯特赖俄斯、珀耳塞斯、阿特拉斯、帕拉斯、墨诺提俄斯、阿斯忒里亚、厄庇墨透斯和普罗米修斯。
第二代泰坦的子女中被认为是泰坦者更少。福斯福洛斯、赫斯珀洛斯和赫卡忒有时会被列为泰坦。

## 神话
与泰坦有关的神话主要是泰坦之戰（神祇-泰坦战争）的故事。
蓋亞因对乌拉诺斯无休止的生殖感到厌烦而怂恿自己的子女们去推翻他们的父亲。只有最小的一个提坦克罗诺斯敢去这么做，他用一把大镰刀将乌拉诺斯阉割。乌拉诺斯被迫退隐，于是克罗诺斯代替了他的位置成为众神之王。克罗诺斯与自己的姐姐瑞亚结婚，生出奥林帕斯诸神（赫斯提亚、得墨忒耳、赫拉、波塞頓和宙斯等等）。
有一个预言说，克罗诺斯将会和他的父亲乌拉诺斯一样，被自己的孩子推翻。为了避免发生这种事，克罗诺斯把瑞亚生出的每一个孩子都吞掉。瑞亚听取了蓋亞的建议，用一块石头代替了宙斯，使他成为唯一幸免的孩子。宙斯长大后，迫使克罗诺斯把被吞掉的孩子又吐了出来，然后带领他们与正在统治天国的提坦（克罗诺斯的兄弟姐妹们）作战，这就是希腊神话中著名的泰坦之戰。泰坦众神中的俄刻阿诺斯，可能还有几个女神没有参与这场斗争。
泰坦以俄特律斯山为根据地，而宙斯和他的兄弟姐妹们则占据着奥林帕斯山。双方激战了十年仍没有结果，这时蓋亞再次提出建议，让宙斯到塔耳塔洛斯去放出了三隻百臂巨人。百臂巨人是蓋亞与乌拉诺斯的孩子，一生下来就因丑恶不堪而被乌拉诺斯扔进塔耳塔洛斯（希臘神話中「地獄」的代名詞，一说是将百臂巨人关入塔耳塔洛斯的是克罗诺斯）。在威力无穷的百臂巨人的帮助下，宙斯打败了他的父亲。新一代神夺取了全部权力，而提坦神（除了没有参战的明智者以外）被关进了塔耳塔洛斯，并由百臂巨人看守。据说在战争中，蓋亞、忒弥斯和普罗米修斯曾劝说那些主战的泰坦与宙斯讲和，然而他们刚愎自用听不进任何建议。
根据较晚期的神话，后来克罗诺斯等人又与宙斯和解，于是提坦们被从塔耳塔罗斯放出来并居住于福岛。

## 神话学
关于泰坦，有些神话学者认为他们代表的是前希腊时代的神祇。“泰坦”一词本身不能用希腊语很好地解释（有人认为它来自名词，“白黏土”；有人认为它来自动词，“伸展”）。这些学者认为提坦与奥林帕斯神之间的战争是对讲希腊语的集团侵入巴尔干的古老事实的模糊回忆。其他学者认为泰坦之戰的神话不是希腊人独立发展起来的，而大量借鉴于近东的一些神话（神分成两组并进行斗争），是一个典范转移。
在古典时期的希腊，泰坦统治世界的时代被认为是“黄金时代”。

## 其他
在许多欧洲语言中，“titan”一词表示“巨大的”，“了不起的”。如下：
- 1912年沉没的一艘巨型邮轮被命名为泰坦尼克号（Titanic）。
- 土星最大的卫星土卫六的拉丁名为Titan。化学元素钛的拉丁名（Titanium）来自提坦。
- 雅典娜是宙斯與聰慧女神墨提斯（Μήτις）所生。
- 薩諾斯

### 引用
1. 《神话辞典》、《古希腊罗马神话鉴赏辞典》均使用提坦。《世界神话辞典》922页使用泰坦。《宗教词典》1004页使用提坦。《宗教大辞典》800页使用提坦。《中国大百科全书》外国文学卷II第1000页使用提坦。《不列颠百科全书》第17卷96页使用泰坦。《简明不列颠百科全书》第7卷736页使用泰坦。《辞海》1999年版第2卷1908页使用提坦。《大英百科全書線上繁體中文版[永久]》使用提坦。
2. . 國家教育研究院.   [2017-01-21]. （原始内容存档于2020-08-01）.
3. ↑  《世界神话辞典》，613页
4. ↑  埃斯库罗斯，《普罗米修斯》
5. ↑  《世界神话辞典》，436页
6. ↑  Walter Burkert，The Orientalizing Revolution：Near Eastern Influence on Greek Culture in the Early Archaic Age，Harvard University Press，1992：94f，125~27

### 书籍
- 《世界神话辞典》，辽宁人民出版社，ISBN 7-205-00960-X
- 《神话辞典》，［苏联］M·H·鲍特文尼克等，ISBN 978-710-002-485-3，2017·304
- 《古希腊罗马神话鉴赏辞典》，吉林出版社，ISBN 7-206-04846-3